# Olpogastra
Genre
Olpogastra est un genre de la famille des Libellulidae appartenant au sous-ordre des anisoptères dans l'ordre des odonates. Il ne comprend qu'une seule espèce : Olpogastra lugubris.

## Espèce du genreOlpogastra
- Olpogastra lugubris (Karsch, 1895)